# باغ شاهی دساو-ورولیتزر
باغ شاهی دساو-ورولیتزر (به انگلیسی: Dessau-Wörlitz Garden Realm) در کشور آلمان واقع شده‌است. باغ شاهی دساو-ورولیتزر از آثار فرهنگی میراث جهانی ثبت‌شده در این کشور است که در سال ۲۰۰۰ با شماره ثبت 534rev در فهرست میراث جهانی یونسکو به ثبت رسید که مجموعه‌ای از مکان‌های فرهنگی یا طبیعی ثبت‌شده در سازمان جهانی یونسکو است که به صورت فهرستی توسط کمیته میراث جهانی یونسکو همه ساله برگزیده می‌شوند.

## ثبت در یونسکو
سایت‌های میراث جهانی سازمان آموزشی، علمی و فرهنگی ملل متحد، یونسکو مکان‌هایی هستند که دارای اهمیت فرهنگی یا طبیعی هستند، همان‌طور که در پیمان‌نامه میراث جهانی یونسکو، که در سال ۱۹۷۲ تأسیس شده، شرح داده شده‌است. طبق کنوانسیون یونسکو هر اثری پس از ثبت توسط این کمیته باید از سوی کشور نگهدارنده اثر مورد توجه ویژه قرار گیرد و انجام هرگونه دخل و تصرف یا اقدامی که باعث به خطر افتادن آن شود، ممنوع است.
باغ شاهی دساو-ورولیتزر در ۲۴امین نشست کمیته میراث جهانی یونسکو در سال ۲۰۰۰ با معیارهای (ii), (iv) به عنوان یک اثر فرهنگی در فهرست میراث جهانی یونسکو در آلمان قرار گرفت.